# Departamento de Mezam
Mezam es un departamento de la región Noroeste de Camerún. En noviembre de 2005 tenía una población censada de 524 127 habitantes.
Está formado por los siguientes municipios:
- Bafut 57,930
- Bali 30,375
- Bamenda I 28,359
- Bamenda II 184,277
- Bamenda III 110,253
- Santa 64,391
- Tubah 48,542